# RENFE-Baureihe 242F
Die Dampflokomotiven der Baureihe 242F gelten als Höhepunkt des spanischen Dampflokomotivenbaus. Mit einer Höchstgeschwindigkeit von 140 km/h waren die Schnellzuglokomotiven mit der Achsfolge 2’D2’ (Northern) die schnellsten spanischen Dampflokomotiven. Ein Exemplar hält mit 150 km/h den spanischen Geschwindigkeitsrekord für Dampflokomotiven.
Insgesamt wurden bei La Maquinista Terrestre y Marítima (MTM) in Barcelona zehn Exemplare der Reihe gebaut. Sie waren die ersten spanischen Dampflokomotiven, die auf Ölfeuerung umgestellt wurden.
Der Entwurf der Lokomotiven basierte auf den ab 1942 bei MTM gebauten schweren Güterzuglokomotiven der Reihe 151F mit der Achsfolge 1’E1’.
Die Lokomotiven waren in Miranda de Ebro stationiert und wurden vor Express- und Schnellzügen auf der Bahnstrecke Madrid–Hendaye eingesetzt, insbesondere auf dem Abschnitt Ávila-Alsasua, wo sie bis zu 18 Wagen mit einer Gesamtmasse von 810 Tonnen zogen. Mit dem Ende des Dampflokomotivbetriebs in Spanien wurden sie 1975 außer Dienst gestellt.
Die Lokomotive 242F-2009 wird im ehemaligen Bahnhof Madrid Delicias ausgestellt, in dem das Eisenbahnmuseum Madrid untergebracht ist.